# Oritoniscus delmasi
Oritoniscus delmasi là một loài chân đều trong họ Trichoniscidae. Loài này được Vandel miêu tả khoa học năm 1933.